# Nikołaj Kisielow (piłkarz)
Nikołaj Iwanowicz Kisielow (ros. Николай Иванович Киселёв, ur. 29 listopada 1946 w Kineszmie) – rosyjski piłkarz grający na pozycji pomocnika. W swojej karierze rozegrał 14 meczów w reprezentacji Związku Radzieckiego.

## Kariera klubowa
Karierę piłkarską Kisielow rozpoczął w klubie Chimik Siewierodonieck, w którym grał w latach 1964–1966. Następnie został zawodnikiem Zorii Woroszyłowgrad. W 1967 roku zadebiutował w niej barwach w radzieckiej ekstraklasie. W Zorii grał przez rok.
W 1968 roku Kisielow odszedł z Zorii do Spartaka Moskwa. Wraz ze Spartakiem wywalczył wicemistrzostwo ZSRR w 1968 roku i mistrzostwo ZSRR w 1969 roku. W 1971 roku zdobył Puchar Związku Radzieckiego. W 1974 roku grał w Iskrze Smoleńsk, a w 1975 roku ponownie w Spartaku. W 1975 roku zakończył karierę.

## Kariera reprezentacyjna
W reprezentacji Związku Radzieckiego Kisielow zadebiutował 20 lutego 1969 w wygranym 3:1 towarzyskim meczu z Kolumbią. W 1970 roku został powołany do kadry na Mistrzostwach Świata w Meksyku. Na tym turnieju wystąpił w trzech meczach: z Belgią (4:1), z Salwadorem (2:0) i ćwierćfinale z Urugwajem (0:1). Od 1969 do 1971 roku rozegrał w kadrze narodowej 14 meczów.
| Mecze i gole w reprezentacji | Mecze i gole w reprezentacji | Mecze i gole w reprezentacji | Mecze i gole w reprezentacji | Mecze i gole w reprezentacji | Mecze i gole w reprezentacji | Mecze i gole w reprezentacji |
| #                            | Data                         | Stadion                      | Rywal                        | Wynik                        | Gol                          | Rozgrywki                    |
| 1969                         | 1969                         | 1969                         | 1969                         | 1969                         | 1969                         | 1969                         |
| ---------------------------- | ---------------------------- | ---------------------------- | ---------------------------- | ---------------------------- | ---------------------------- | ---------------------------- |
| 1.                           | 20.02.1969                   | Bogota, Kolumbia             | Kolumbia                     | 3:1                          | 0                            | towarzyski                   |
| 2.                           | 25.07.1969                   | Lipsk, NRD                   | NRD                          | 2:2                          | 0                            | towarzyski                   |
| 3.                           | 06.08.1969                   | Moskwa, ZSRR                 | Szwecja                      | 0:1                          | 0                            | towarzyski                   |
| 4.                           | 10.09.1969                   | Belfast, Irlandia Północna   | Irlandia Północna            | 0:0                          | 0                            | el. MŚ 1970                  |
| 1970                         |                              |                              |                              |                              |                              |                              |
| 5.                           | 14.02.1970                   | Lima, Peru                   | Peru                         | 0:0                          | 0                            | towarzyski                   |
| 6.                           | 26.02.1970                   | Meksyk, Meksyk               | Meksyk                       | 0:0                          | 0                            | towarzyski                   |
| 7.                           | 05.05.1970                   | Sofia, Bułgaria              | Bułgaria                     | 3:3                          | 0                            | towarzyski                   |
| 8.                           | 06.05.1970                   | Sofia, Bułgaria              | Bułgaria                     | 0:0                          | 0                            | towarzyski                   |
| 9.                           | 06.06.1970                   | Meksyk, Meksyk               | Belgia                       | 3:3                          | 0                            | MŚ 1970                      |
| 10.                          | 10.06.1970                   | Meksyk, Meksyk               | Salwador                     | 2:0                          | 0                            | MŚ 1970                      |
| 11.                          | 14.06.1970                   | Meksyk, Meksyk               | Urugwaj                      | 0:1                          | 0                            | MŚ 1970                      |
| 1971                         |                              |                              |                              |                              |                              |                              |
| 12.                          | 28.02.1971                   | San Salvador, Salwador       | Salwador                     | 1:0                          | 0                            | towarzyski                   |
| 13.                          | 13.10.1971                   | Belfast, Irlandia Północna   | Irlandia Północna            | 1:1                          | 0                            | el. ME 1972                  |
| 14.                          | 27.10.1971                   | Sewilla, Hiszpania           | Hiszpania                    | 0:0                          | 0                            | el. ME 1972                  |